# 柏原晋平
柏原 晋平（かしはら しんぺい、1978年12月9日 - ）は、日本の画家・アーティスト・芸術家である

## 略歴・人物
東京都出身。無所属。1998年頃から独学で水墨画や絵画を学び始め、2002年頃より本格的に作家活動を開始。2006年頃よりアクリルガッシュや水彩画紙といった西洋の画材と、墨やドーサ、和紙など、東洋の画材を混ぜ合わせた独特の作風で作品を描き始める。さまざまなジャンルの要素を取り入れつつも、どの作品にも基本的には墨を使うので水墨画家や日本画家と言われていることが多いが本人は総称して画家と名乗っている[1]。
スターバックスコーヒージャパンの2007 JAPAN ニューイヤータンブラーや、2008年にスイス本社より採用されたSIGGボトルの作画、デザインなどを手掛ける一方、様々なミュージシャンとのライブペイントやカフェやバー、ギャラリーでの個展で活動。2012年には早乙女太一の新春特別公演『龍と牡丹 2012』の演目「剣舞・影絵」で作画を担当。同年、GACKTが主演する舞台『MOON SAGA -義経秘伝-』のオープニングアニメーションの原画を担当。
2013年10月に京都、法華宗大本山 本能寺の塔頭、龍雲院にて襖絵の制作を開始、翌年の4月に32枚全てを奉納。襖絵を制作している途中と、描き終えた後の二回、岡田准一がナビゲーターを勤めるJ-WAVEのラジオ番組、Growing Reedにゲスト出演し、制作当時の様子を語っている[1][2]。
2015年に初めて出版した画集『柏原晋平画集　幾千の衝動 - IMPROVISARION KASHIHARA SHINPEI ART BOOK』のでは、「"美しさと汚れが同時に在る"という言葉では言い表せない不思議な魅力」早乙女太一（俳優）、「彼の作品に現れる極端さは、劇的な躍動感を持って観る者の目を捉えて簡単には離さない」勝井祐二（音楽家）と寄稿されている[3]。
近年ではデザイン&アートユニットRON TOPAZ – Creative Lab（ロントパーズ・クリエイティブラボ）に参加。

## エピソード
J-WAVEのラジオ番組、Growing Reedに出演した際、「僕をイメージして何か描いて下さいよ」と岡田准一に言われるが、収録現場で納得の行く作品が描けず後日、改めて2014年のNHK大河ドラマ『軍師官兵衛』の撮影現場に岡田准一を思って描いた作品を届けている。